# Banana Pi
De Banana Pi is een open source singleboardcomputer gebaseerd op een ARM Cortex-A7-processor met een SATA-aansluiting. Het bord beschikt over 2 USB-poorten, HDMI, Gigabit Ethernet en micro-USB.
De Banana Pi is ontwikkeld door het Chinese LeMaker team, met de bedoeling om wetenschap, technologie, werktuigbouw en wiskunde (STEM) te promoten in scholen.
De layout van het bord heeft veel overeenkomsten met de Raspberry Pi, maar is niet gelijk. De Banana Pi is ongeveer 10 procent groter, en de relatieve afstand van sommige aansluitingen varieert. Hierdoor zullen niet alle Raspberry Pi-accessoires passen.

## Modellen
- Banana Pi (M1) en M1+
- Banana Pro
- Banana Pi Router (R1)
- Banana Pi M2 en M2+
- Banana Pi M3a
- Banana PiM 64
- Banana Pi M4
- Banana Pi M5

## Technische gegevens
|                 | Banana Pi M1                                                                           |
| --------------- | -------------------------------------------------------------------------------------- |
| Processor (CPU) | Allwinner A20 ARM Cortex -A7 Dual-Core                                                 |
| Grafische CPU   | ARM Mali400MP2 volgens OpenGL ES 2.0/1.1-standaard                                     |
| Geheugen        | 1GB DDR3                                                                               |
| Netwerk         | 10/100/1000 Ethernet                                                                   |
| Video-ingang    | Een CSI-aansluiting voor het verbinden van een cameramodule                            |
| Video-uitgang   | HDMI, CVBS, LVDS/RGB                                                                   |
| Audio-uitgang   | 3,5mm klink en HDMI                                                                    |
| Voeding         | 5 volt via Micro USB (gelijkspanning) en/of Micro-USB OTG                              |
| USB 2.0 poorten | 2 (direct vanuit Allwinner A20 chip)                                                   |
| GPIO            | GPIO, UART, I²C-bus, SPI-bus met twee Chip Selects, CAN bus, ADC, PWM, +3.3V, +5V, GND |
| Led             | Power Key & 8P8C                                                                       |
| Opslag          | SATA 2.0                                                                               |
| Extra           | een Microfoon-ingang, infrarood-ontvanger                                              |

## Beschikbare besturingssystemen
- Armbian (op Debian gebaseerd)
- Bananian Linux (op Debian gebaseerd)
- Debian for Banana Pi
- Android 4.2.2 for Banana Pi en R1
- Arch Linux for Banana Pi
- CentOS
- Fedora
- FreeBSD
- Gentoo Linux

- Kali Linux for Banana Pi
- Lubuntu for Banana Pi
- NetBSD
- OpenMediaVault
- openSUSE for Banana Pi
- Raspbian for Banana Pi
- LeMedia (XBMC)
- MiniDVBLinux Distribution (MLD)
- IPFire